# Снисаренко, Игорь Васильевич
Игорь Васильевич Снисаренко (род. 23 июня 1990, Тирасполь) — украинский регбист, играющий на позиции центра (центрального трёхчетвертного.

## Ранние годы
Родился в городе Тирасполь, закончил ПГУ им. Т. Г. Шевче́нко в 2012 году, факультет физической культуры. Еще будучи студентом играл за местный «Олимп-Электромаш», который выступал в чемпионате Украины по регби.

## Клубная карьера
Перед началом сезона 2012 года пополнил ряды казанской «Стрелы». Дебют выдел очень удачным, игрок вошел в пятерку самых результативных игроков чемпионата со 131 очком за 9 игр (9 попыток, 13 реализаций, 19 штрафных, 1 дроп-гол). В следующем сезоне игрок не сбавляет темп, вновь в пятёрке лучших по очкам, набрав 175 очков за 17 игр (попытки-5, штрафные-30, реализации-29). Благодаря такой отличной игре игрок принял участие в Матче всех звёзд ПРЛ приуроченный к празднованию 90-летия российского регби. Из-за банкротства и снятия с чемпионата казанце ушёл в новокузнецкий «Металлург». Этот сезон для клуба и игрока вышел не очень хорошим: за 11 матчей он набрал 29 очков (2 попытки, 5 реализаций, 3 штрафных), а команда, выиграв всего 3 матча, заняла 5-е место.
Перед началом сезона 2015 года Снисаренко перешел в «Булаву». В клубе высоко отзывались о игроке и его вкладе в прогресс команды. Проведя следующий сезон в рядах ослабленных уходом многих лидеров таганрожцев Снисаренко тем не менее смог занести 8 попыток и стал 4 по результативности игроком чемпионата, после Давида Качаравы (11), Дениса Симпликевича (10) и Василия Артемьева (9). Из-за тяжелой финансовой ситуации в клубе по обоюдному согласию стороны прекратили свои отношения.
Следующие два года провёл в Украине, выступая за «Подолье» из Хмельницкого. Он дважды стал серебряным призёром чемпионате Украины по регби, оба раза уступая бессменному лидеру украинского регби «Олимпу».
В 2019 году стал частью созданного с нуля регбийного клуба «Локомотив-Пенза». Летом 2019 года стал чемпионом России по регби-7.
В апреле 2021 года по распоряжению РУСАДА Снисаренко был дисквалифицирован на три года за нарушение антидопинговых правил. Отстранение от игр отсчитывается от 22 декабря 2020 года. Однако в январе тренер «Локомотив-Пенза» Александр Янюшкин сообщил, что игрок не сможет продолжить карьеру в клубе по семейным обстоятельствам.

## Карьера в сборной
Призывался в сборную по регби-7. Дебютировал в сборной по регби-15 в 2013 году против команды Молдавии, выйдя на замену на 66-й минуте.